# Loyalty Is Royalty
Loyalty Is Royalty – czwarty album studyjny amerykańskiego rapera, członka Wu-Tang Clanu, o pseudonimie Masta Killa. Wydawnictwo zostało wydane 29 września 2017 roku nakładem wytwórni Nature Sounds.

## Lista utworów
Opracowano na podstawie materiału źródłowego.
| Nr  | Tytuł utworu                                                                | Producent                  | Długość |
| --- | --------------------------------------------------------------------------- | -------------------------- | ------- |
| 1.  | „Intro”                                                                     |                            | 0:51    |
| 2.  | „Return of thee Masta Kill” (gościnnie: Young Dudas, Cappadonna)            | P.F. Cuttin’               | 3:21    |
| 3.  | „Loyalty Is Royalty (R.I.F. – Rapping Is Fundamental)” (gościnnie: AB & JR) | 9th Wonder                 | 2:37    |
| 4.  | „Therapy” (gościnnie: Method Man, Redman)                                   | P.F. Cuttin’               | 3:05    |
| 5.  | „OGs Told Me” (gościnnie: Boy Backs, MoeRoc)                                | Dame Grease                | 3:30    |
| 6.  | „Wise Words by the RZA”                                                     | RZA                        | 1:38    |
| 7.  | „Trouble”                                                                   | 9th Wonder                 | 2:38    |
| 8.  | „Skit”                                                                      | True Master                | 0:55    |
| 9.  | „Down with Me” (gościnnie: Sean Price)                                      | 9th Wonder, DJ Baby Snakes | 3:46    |
| 10. | „Tiger and the Mantice” (gościnnie: Inspectah Deck, GZA)                    | Blocade                    | 2:41    |
| 11. | „Real People” (gościnnie: Prodigy, KXNG CROOKED)                            | Chainsaw                   | 2:52    |
| 12. | „Flex with Me” (gościnnie: Chanel Sosa)                                     | Masta Killa, P.F. Cuttin’  | 3:25    |
| 13. | „Calculated” (gościnnie: Ra Stacks, Nick Guns)                              | Cruz                       | 4:42    |
| 14. | „Noodles, Pt. 1”                                                            | !llmind                    | 3:28    |
| 15. | „Noodles, Pt. 2”                                                            | Masta Killa                | 2:11    |
| 16. | „Outro”                                                                     |                            | 1:47    |
|     |                                                                             |                            | 43:27   |